# Cantonul Tarbes-5
Cantonul Tarbes-5 este un canton din arondismentul Tarbes, departamentul Hautes-Pyrénées, regiunea Midi-Pyrénées, Franța.